# Petrichus funebris
Petrichus funebris là một loài nhện trong họ Philodromidae.
Loài này thuộc chi Petrichus. Petrichus funebris được Hercule Nicolet miêu tả năm 1849.